# ナミテントウ
ナミテントウ（並天道、学名: Harmonia axyridis）は、コウチュウ目テントウムシ科の昆虫。単にテントウムシという和名もある。和名の通り日本やアジアでは多くの地域で普通に見られる代表的種で、天敵製剤としての研究も盛んだが、もともと分布しなかった多くの国でも外来種として拡大しており、問題とする表示もあるが、益虫。

## 特徴
年二化。成虫は集団で越冬する。気温が高くなると夏眠を行う。
多くの種類のアブラムシを捕食するジェネラリストで、幼虫も成虫もアブラムシを食べる。アブラムシ類が寄生するさまざまな植物に見られる。色や斑紋に変化が多く、紋のないものから19個のものまでいる。2 - 4紋型は九州方面に多く、19紋型は北海道・東北・日光地方に多い。紋の少ないものは黒地に赤もしくはオレンジ色の紋、紋の多いものはオレンジ色の地に黒い紋、紋のないものはオレンジ色である。

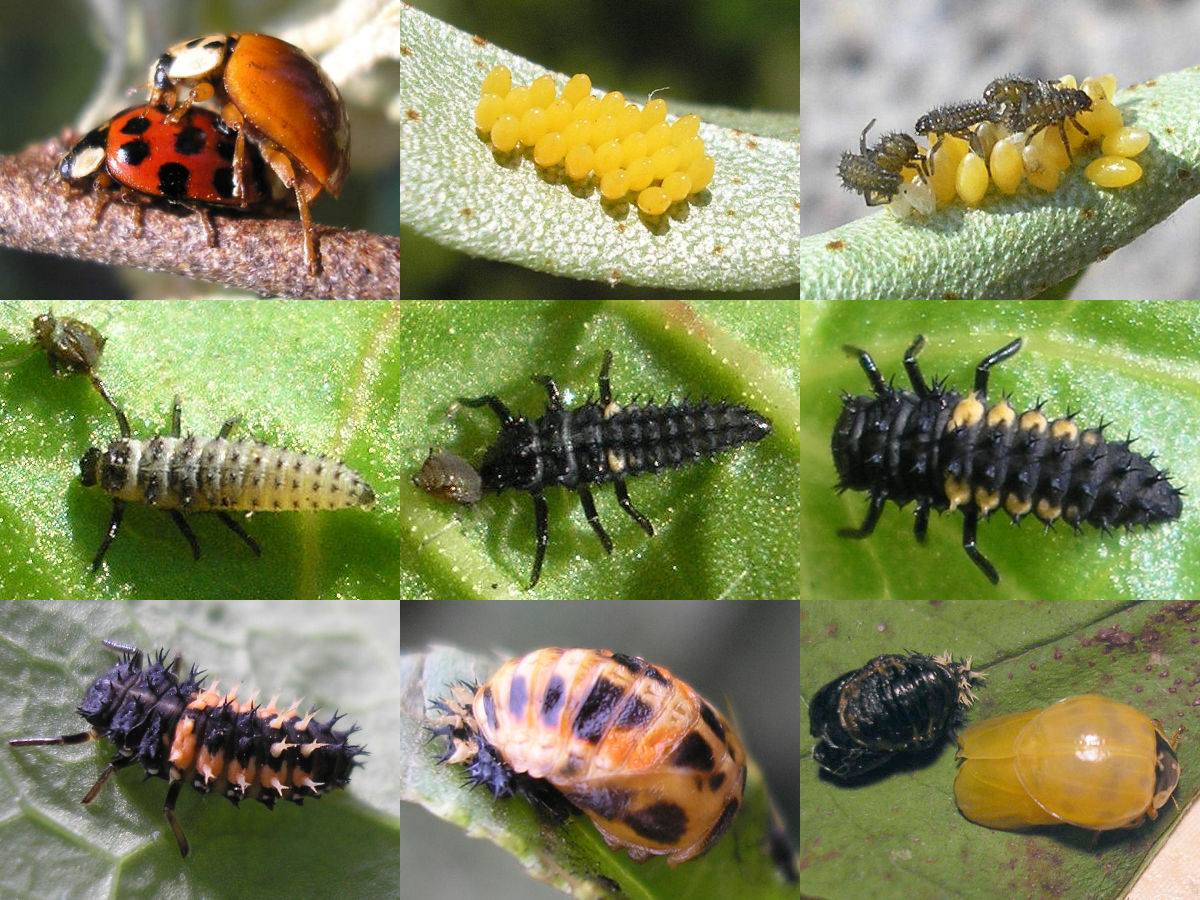
ナミテントウの生活環
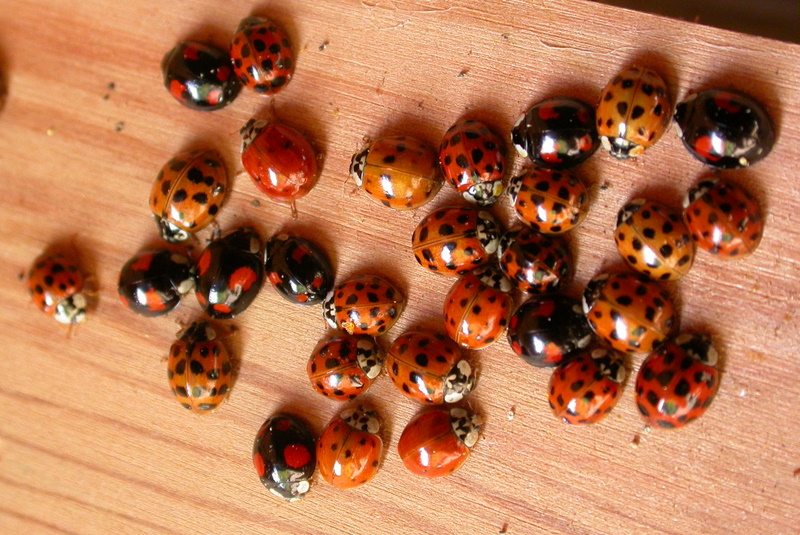
多彩な模様のナミテントウ

ナミテントウの前翅には、同種でありながら200以上もの異なる斑紋が存在する。この斑紋の多様性は、一つの遺伝子によってもたらされることが古くから知られていたが、具体的な遺伝子の実体および斑紋形成メカニズムは不明であった。2018年、基礎生物学研究所の研究チームは、ナミテントウのゲノム解読などを行い、斑紋のパターンを決定する遺伝子がパニア（pannier）と呼ばれる遺伝子であることを特定した。テントウムシの斑紋は、主に黒色と赤色のパターンとして作られるが、この遺伝子は、前翅がつくられる過程の、蛹の中期のステージにおいて黒色色素形成領域で働き、黒色色素（メラニン）の合成を促すと同時に赤色色素（カロテノイド）の沈着を抑制する機能をもつことが明らかになった。

## 天敵利用と外来種としての拡大
生物農薬として、品種改良等による飛ばないナミテントウの開発が行われており、国内でも実用化されている（テントウムシの記事参照）。
しかしナミテントウは実は攻撃的な種であり、他のテントウムシまで捕食するうえ、拡散力も高く、各国の在来のテントウムシをおびやかしている。害虫防除の目的で各国で移入された結果、アメリカでは北米の大部分から南米にまで広がり、ヨーロッパでも26か国で記録、アフリカにも移入され、オーストラリア以外のすべての大陸で見られるようになった。ベルギーでは具体的に在来のナナホシテントウ、フタホシテントウの生態系に影響しているという研究も紹介されている。

## クリサキテントウとの関係
ナミテントウと斑紋の似たテントウムシは他にもいるが、特にクリサキテントウ（Harmonia yedoensis (Takizawa, 1917)）は長年ナミテントウのシノニムとされていた種で、複数の比較研究がされている。斑紋がナミテントウと似通っており、外見での識別は困難だが、幼虫の外見が異なる。またナミテントウは鞘翅に「ひだ」が現れる個体と現れない個体がいるが、クリサキテントウでは見られないため、ひだのあるものは全てナミテントウである（ひだのないものがクリサキテントウとは限らない）。
ナミテントウが広範に生息するのに対し、クリサキテントウは松の葉にしか見られない（ナミテントウも松に見られる）。生殖的にも完全な別種であり、実験環境ではナミテントウとクリサキテントウは交尾し産卵するが、その卵が孵化することはない。
1971年に佐々治寛之によりナミテントウの集団の中から発見され、1917年に記載されていた「ヅボシテントウ Ptychanatis yedoensis Takizawa」であることがわかり、原記載者の栗崎眞澄（記載当時は瀧澤眞澄）にちなんで新たに和名がつけられた。発見経緯は佐々治の著書『テントウムシの自然史』に詳しい。
本種は松につくマツオオアブラムシの捕食に特化しているが、飼育下では普通のアブラムシで問題なく飼育できるため、なぜ松に特化しているのかは佐々治も結論が得られていなかった。これについては鈴木紀之がナミテントウと複数の比較研究を行い、著書でも紹介している。鈴木によると、盛口満の著書でも触れているようにナミテントウが分布しない南西諸島では松以外にも見られる（後述するが、これらより後の文献で南西諸島でのナミテントウの記録が書かれている）。

## 分布
シベリア、樺太、中国、朝鮮半島、日本（北海道、本州、四国、九州、対馬、壱岐、五島列島）。
南西諸島には分布しないと言われていたが、最近の情報（2018年の文献）によると沖縄本島と石垣島で記録された。